# Aspar-Zisterne

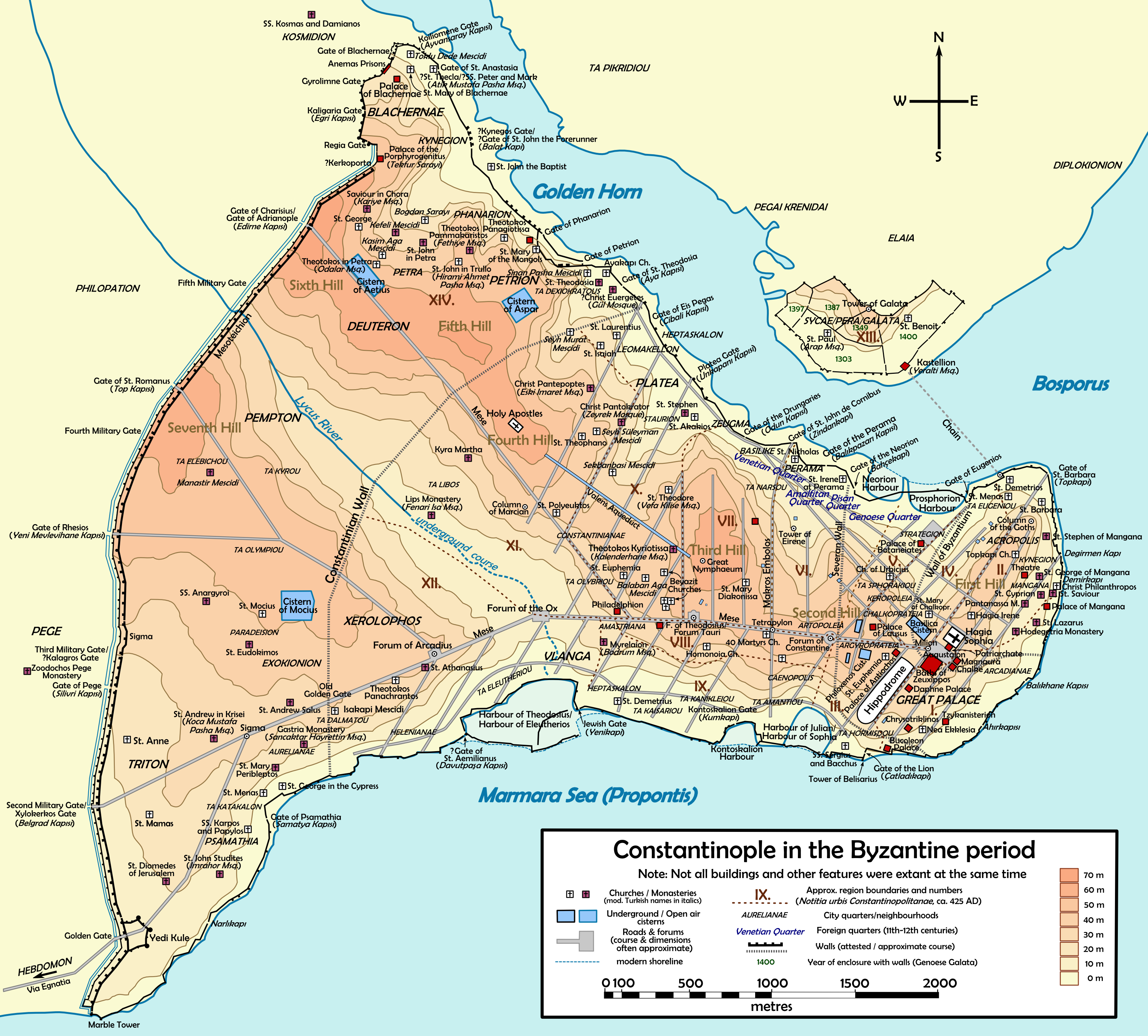
Karte des byzantinischen Konstantinopels

Die Aspar-Zisterne (griechisch ἡ τοῦ Ἂσπαρος κινστέρνη; türkisch Aspar Sarnıcı) oder Große Zisterne (griechisch μεγίστη κινστέρνη) war eine offene Zisterne im byzantinischen Konstantinopel. Im Türkischen wird die Zisterne auch Sultan Selim Çukurbostanı (dt. Versunkener Garten von Sultan Selim) genannt.

## Lage
Die Zisterne liegt auf einem Hügel im Stadtteil Fener des Istanbuler Stadtbezirks Fatih zwischen den Straßen Sultan Selim Caddesi und Yavuz Selim Caddesi. Nördlich schließt sich die Yavuz-Sultan-Selim-Moschee an. Das Bauwerk liegt auf dem nordöstlichen Abhang des fünften Hügels in der Region IV. von Konstantinopel mit Blick auf das Goldene Horn.

## Geschichte

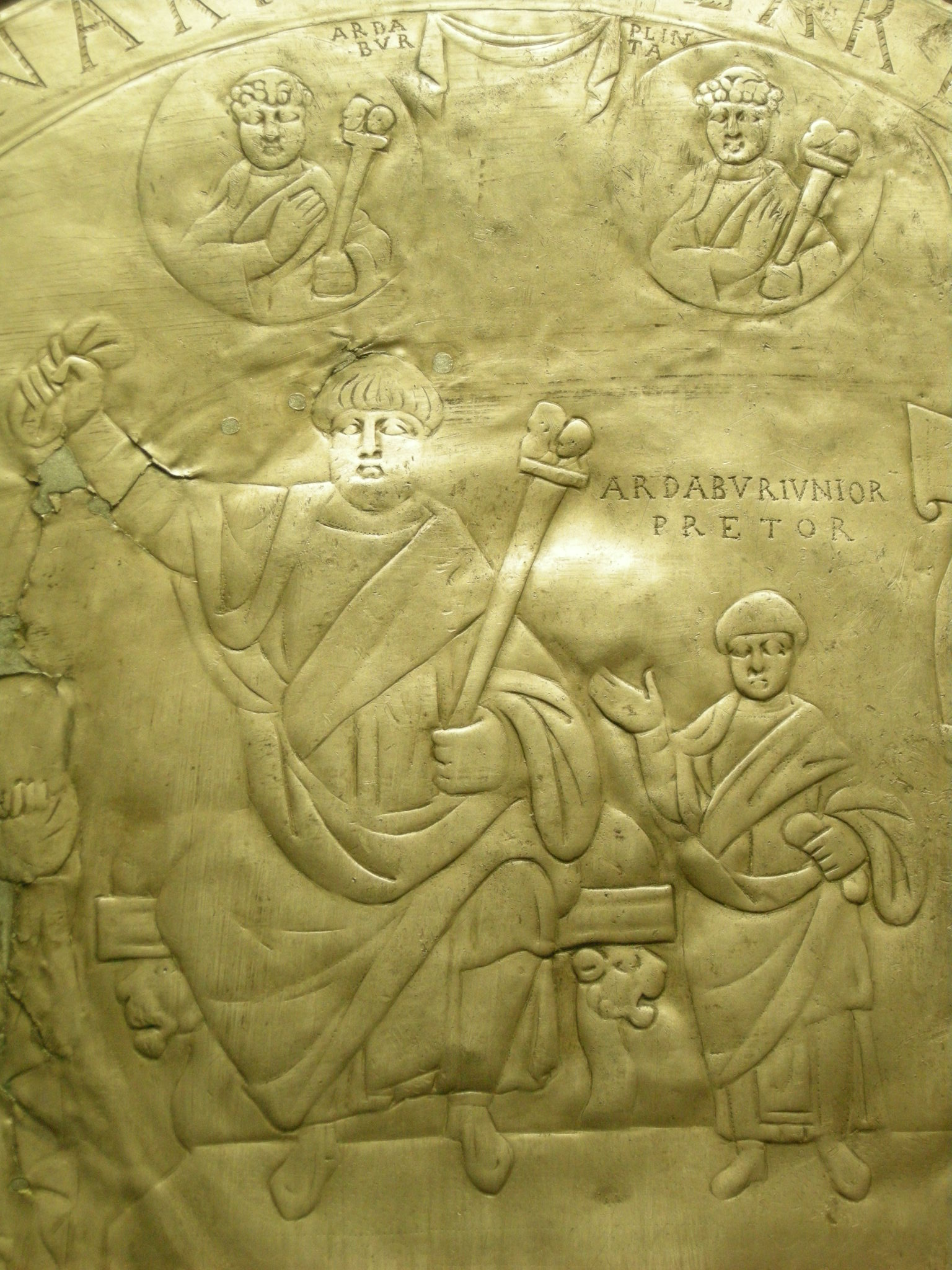
Aspar und sein ältester Sohn Ardabur auf dem Missorium des Aspar (um 434)

Der Bau der Zisterne begann im Jahr 459 unter dem byzantinischen Kaiser Markian. Erbaut wurde sie von dem alanisch-stämmigen General Aspar und von seinen Söhnen Ardabur und dem Caesaren Patricius fortgeführt.
Nach der osmanischen Eroberung Konstantinopels im Jahr 1453 berichtete der französische Forschungsreisende Pierre Gilles, dass die Zisterne um 1540 leer gewesen sei. Allerdings könnte das Reservoir schon in spätbyzantinischer Zeit nicht mehr genutzt worden sein, denn sein Name lautete zu dieser Zeit schon Xerokepion (griechisch Ξηροκήπιον, Trockener Garten). Nach einer Überlieferung war die Zisterne direkt mit der Hagia Sophia verbunden, die ungefähr drei Kilometer südöstlich liegt, und zwar durch eine Passage, die sich in der Mitte der Südostseite befindet und um die Mitte des 19. Jahrhunderts geschlossen wurde.
Unter der Regentschaft von Süleyman I. wurde im Reservoir die kleine Hatip-Muslihiddin-Moschee errichtet. Während des Osmanischen Reiches wurde, wie der zeitgenössische türkische Name Çukurbostan (versunkener Garten) verrät, die Zisterne als Gemüsegarten verwendet. Danach entstand hier umgeben von Obstbäumen und Gärten eine kleine Wohnsiedlung. Im Jahr 2004 wurde die Siedlung mit Ausnahme der Moschee abgerissen, um den Bau eines Parkplatzes zu ermöglichen. Heute befinden sich hier neben der Moschee und einem Parkplatz ein Park und Sportplätze.

## Identifikation
Nach dem Chronicon Paschale aus dem 7. Jahrhundert lag das Bauwerk „nahe der alten Stadtmauer“, die bei der Theodosianischen Mauer lag. Frühere Autoren waren lange Zeit nicht in der Lage, die Identität der Zisterne zu bestätigen. Mal galt sie als Zisterne des Bonus, dann als Zisterne des Arcadius und schließlich als Zisterne von Petrion. Erst in jüngerer Zeit konnte die Identifikation gesichert werden.
Wie bei anderen Zisternen der Stadt erfolgte die Identifizierung der Zisterne von Aspar erst um die Mitte des 20. Jahrhunderts. Aus byzantinischen Quellen ist bekannt, dass das Reservoir in der Nähe des Porphyrogennetos-Palasts lag sowie der Klöster von Kaiouma und Chrysobalanton, des Manuel-Klosters, des Klosters Theotokos tá Koronės und des Theodosia-Klosters.

## Beschreibung

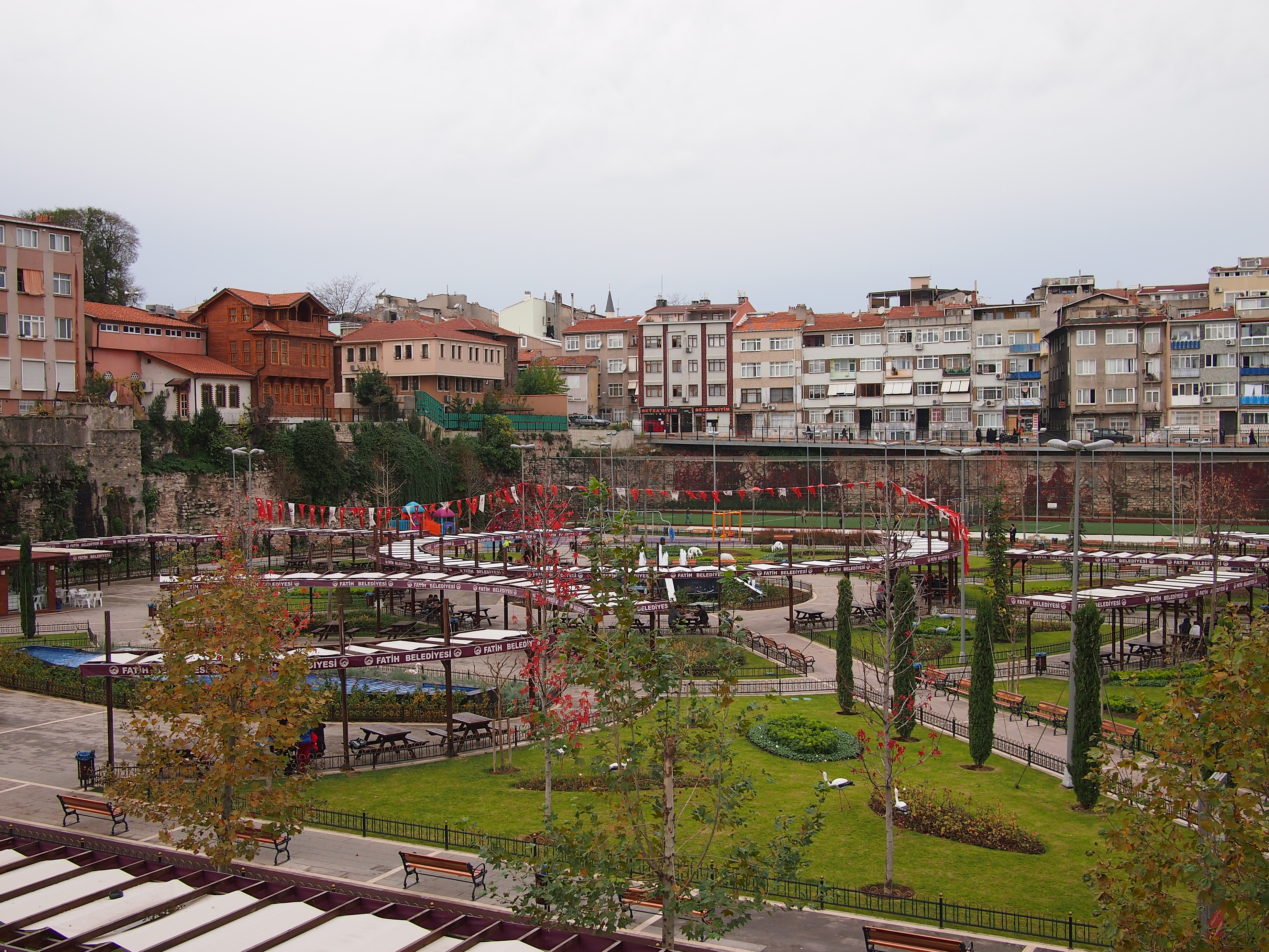
Blick in die Zisterne; im Hintergrund erkennt man die mächtigen Mauern der einstigen Zisterne (2013)

Die nahezu quadratische Zisterne ist 152 Meter lang und besitzt eine Fläche von 23.100 m². Die Wände sind zwischen 10 und 11 Metern hoch. Das Fassungsvermögen lag zwischen 230.000 und 250.000 m³ Wasser. Die Wände sind durchschnittlich 5,20 Meter dick und teilweise erhalten. Die Mauern wurden in der römischen Mauertechnik opus listatum errichtet mit alternierenden Bändern aus 5 Reihen Ziegelsteinen und 5 Reihen Werksteinen, die ein Gussmauerwerk verblendeten. An den Innenwänden sind Reste von Bögen erkennbar, was zur Vermutung führte, dass die Zisterne ursprünglich mit Gewölben gedeckt gewesen sein könnte. Die Pulcheria-Zisterne lag an der südöstlichen Ecke der Aspar-Zisterne. An der nordwestlichen Ecke der Zisterne wurde später ein Wasserturm erbaut, der den hydraulischen Druck regeln sollte. An der nordwestlichen Ecke führt eine Rampe hinab in das Innere der ehemaligen Zisterne.